# Куп Радивоја Кораћа 2025.
Куп Радивоја Кораћа 2025. године био је одржан по деветнаести пут као национални кошаркашки куп Србије, а двадесет трећи пут под овим именом. Домаћин турнира био је Ниш у периоду од 12. до 15. фебруара 2025. године, а сви мечеви су одиграни у Хали Чаир. Насловни спонзор такмичења и ове године била је компанија Моцарт.
Жреб парова овог издања Купа Радивоја Кораћа одржан је 29. јануара 2025. године у хотелу Crowne Plaza Beograd. У групи носилаца нашла су се четири најбоље пласирана клуба након 15. кола Јадранске лиге 2024/25: Партизан Моцарт бет, Црвена звезда Меридијанбет, Спартак Офис шуз и Мега Супербет. Парове су извлачили кошаркаши који су освајали медаље за Србију на јуниорским европским првенставима 2023. и 2024: Андреј Костић (Црвена звезда Меридијанбет), Богољуб Марковић (Мега Супербет), Алекса Станојевић (ФМП Сокербет) и Павле Николић (Борац Моцарт). Вољом жреба предвиђена је могућност да се београдски вечити ривали сретну тек у финалу, што се и догодило. Жребање судија за четвртфиналне и полуфиналне утакмице обављено је 11. фебруара 2025. године. Жребање судија за финалe одржано је 14. фебруара 2025. године, по завршетку другог полуфиналног сусрета.
Све утакмице директно је преносила мрежа Арена спорт. Директан пренос финалне утакмице могао се пратити и на Првом програму Радио-телевизије Србије.
И ове године на снази је било правило да сваки клуб за такмичење може да пријави највише четири играча који поседују инострано кошаркашко држављанство. Партизан Моцарт бет решио је да са списка пријављених изостави Исака Бонгу, Брендона Дејвиса, Ифеа Лундберга, Ајзеју Мајка и Франка Ниликину. Црвена звезда Меридијанбет донела је одлуку да на турниру наступи без Џона Брауна, Рокаса Гиједраитиса и Мајка Даума.
Црвена звезда Меридијанбет је пету годину заредом освојила трофеј. У финалу је, након продужетка, савладала вечитог ривала резултатом 89 : 83. Кошаркашима Звезде ово је био укупно четрнаести трофеј у националном купу, а једанаести откад то такмичење носи име Радивоја Кораћа.
Признање за најкориснијег играча финалне утакмице освојио је Филип Петрушев, чији је индекс корисности износио 21. Звездин крилни центар је постигао осамнаест поена, забележио седам скокова, проследио једну асистенцију и изнудио пет личних грешака. Најбољи стрелац финала био је Карлик Џоунс, плејмејкер поражене екипе, који је постигао 34 поена.

## Учесници
На турниру учествује укупно 8 клубова. Право учешћа клуб може стећи по једном од три основа.
| Начин квалификовања                                                                             | Клубови                                                                                                 |
| ----------------------------------------------------------------------------------------------- | --- |
| Учесник првог ранга Јадранске лиге 2024/25. (6 клубова)                                         | Борац Моцарт Мега Супербет Партизан Моцарт бет Спартак Офис шуз ФМП Сокербет Црвена звезда Меридијанбет |
| Победник Купа КСС II степена (1 клуб)                                                           | Дунав Стари Бановци                                                                                     |
| Првопласирани клуб на половини првог дела такмичења у Кошаркашкој лиги Србије 2024/25. (1 клуб) | Војводина МТС                                                                                           |

## Дворана
| Ниш              | НишКуп Радивоја Кораћа 2025. на карти Србије |
| Хала Чаир        | НишКуп Радивоја Кораћа 2025. на карти Србије |
| Капацитет: 4.800 | НишКуп Радивоја Кораћа 2025. на карти Србије |
|                  | НишКуп Радивоја Кораћа 2025. на карти Србије |

## Костур такмичења
|  | Четвртфинале               | Четвртфинале        |                            |    | Полуфинале | Полуфинале |  |  | Финале | Финале |
|  |                            |                     |                            |    |            |            |  |  |        |        |
|  | 12. фебруар 2025.          |                     |                            |    |            |            |  |  |        |        |
|  |                            |                     |                            |    |            |            |  |  |        |        |
|  | Црвена звезда Меридијанбет | 104                 |                            |    |            |            |  |  |        |        |
|  | Црвена звезда Меридијанбет | 104                 | 14. фебруар 2025.          |    |            |            |  |  |        |        |
|  | Борац Моцарт               | 70                  |                            |    |            |            |  |  |        |        |
|  | Борац Моцарт               | 70                  | Црвена звезда Меридијанбет | 84 |            |            |  |  |        |        |
|  | 12. фебруар 2025.          |                     | Црвена звезда Меридијанбет | 84 |            |            |  |  |        |        |
|  |                            | ФМП Сокербет        | 63                         |    |            |            |  |  |        |        |
|  | Спартак Офис шуз           | ФМП Сокербет        | 63                         | 70 |            |            |  |  |        |        |
|  | Спартак Офис шуз           |                     | 15. фебруар 2025.          | 70 |            |            |  |  |        |        |
|  | ФМП Сокербет               | 71                  |                            |    |            |            |  |  |        |        |
|  | ФМП Сокербет               | 71                  | Црвена звезда Меридијанбет | 89 |            |            |  |  |        |        |
|  | 13. фебруар 2025.          |                     | Црвена звезда Меридијанбет | 89 |            |            |  |  |        |        |
|  |                            | Партизан Моцарт бет | 83                         |    |            |            |  |  |        |        |
|  | Партизан Моцарт бет        | Партизан Моцарт бет | 83                         | 85 |            |            |  |  |        |        |
|  | Партизан Моцарт бет        | 14. фебруар 2025.   |                            | 85 |            |            |  |  |        |        |
|  | Војводина МТС              | 69                  |                            |    |            |            |  |  |        |        |
|  | Војводина МТС              | 69                  | Партизан Моцарт бет        | 83 |            |            |  |  |        |        |
|  | 13. фебруар 2025.          |                     | Партизан Моцарт бет        | 83 |            |            |  |  |        |        |
|  |                            | Мега Супербет       | 63                         |    |            |            |  |  |        |        |
|  | Мега Супербет              | Мега Супербет       | 63                         | 89 |            |            |  |  |        |        |
|  | Мега Супербет              |                     |                            | 89 |            |            |  |  |        |        |
|  | Дунав Стари Бановци        | 48                  |                            |    |            |            |  |  |        |        |
|  | Дунав Стари Бановци        | 48                  |                            |    |            |            |  |  |        |        |

## Четвртфинале
| 12. 2. 2025. 18:00 | Извештај | Црвена звезда Меридијанбет                                                       | 104 : 70 | Борац Моцарт                                            | Хала Чаир, Ниш Гледаоци: 4.200 Судије: Миливоје Јовчић, Милош Хаџић, Синиша Прпа |  |
| 12. 2. 2025. 18:00 | Извештај | Четвртине: 30 : 21, 25 : 23, 23 : 10, 26 : 16                                    |          |                                                         | Хала Чаир, Ниш Гледаоци: 4.200 Судије: Миливоје Јовчић, Милош Хаџић, Синиша Прпа |  |
| 12. 2. 2025. 18:00 | Извештај | Поени: Добрић 18 Скокови: Петрушев 7 Асистенције: Теодосић 6 Индекс: Петрушев 26 |          | Николић 14 Манојловић 12 Фурманавичијус 5 Манојловић 21 | Хала Чаир, Ниш Гледаоци: 4.200 Судије: Миливоје Јовчић, Милош Хаџић, Синиша Прпа |  |

| 12. 2. 2025. 20:45 | Извештај | Спартак Офис шуз                                                                   | 70 : 71 | ФМП Сокербет                                 | Хала Чаир, Ниш Гледаоци: 500 Судије: Стефан Ћалић, Александар Милојевић, Петар Пешић |  |
| 12. 2. 2025. 20:45 | Извештај | Четвртине: 20 : 15, 20 : 17, 17 : 21, 13 : 18                                      |         |                                              | Хала Чаир, Ниш Гледаоци: 500 Судије: Стефан Ћалић, Александар Милојевић, Петар Пешић |  |
| 12. 2. 2025. 20:45 | Извештај | Поени: Николић 20 Скокови: Николић 11 Асистенције: два играча 4 Индекс: Николић 23 |         | Барна 16 Лазаревић 10 Барна, Скот 3 Барна 17 | Хала Чаир, Ниш Гледаоци: 500 Судије: Стефан Ћалић, Александар Милојевић, Петар Пешић |  |

| 13. 2. 2025. 18:00 | Извештај | Партизан Моцарт бет                                                                  | 85 : 69 | Војводина МТС                           | Хала Чаир, Ниш Гледаоци: 4.500 Судије: Урош Обркнежевић, Владимир Јевтовић, Лука Манојловић |  |
| 13. 2. 2025. 18:00 | Извештај | Четвртине: 27 : 19, 10 : 10, 22 : 28, 26 : 12                                        |         |                                         | Хала Чаир, Ниш Гледаоци: 4.500 Судије: Урош Обркнежевић, Владимир Јевтовић, Лука Манојловић |  |
| 13. 2. 2025. 18:00 | Извештај | Поени: К. Џоунс 24 Скокови: Покушевски 6 Асистенције: К. Џоунс 7 Индекс: К. Џоунс 39 |         | Смит 15 Ребрача 10 Љубичић 4 Ребрача 21 | Хала Чаир, Ниш Гледаоци: 4.500 Судије: Урош Обркнежевић, Владимир Јевтовић, Лука Манојловић |  |

| 13. 2. 2025. 20:45 | Извештај | Мега Супербет                                                                              | 89 : 48 | Дунав Стари Бановци                                       | Хала Чаир, Ниш Гледаоци: 500 Судије: Илија Белошевић, Владимир Весковић, Немања Влаховић |  |
| 13. 2. 2025. 20:45 | Извештај | Четвртине: 22 : 9, 25 : 15, 22 : 10, 20 : 14                                               |         |                                                           | Хала Чаир, Ниш Гледаоци: 500 Судије: Илија Белошевић, Владимир Весковић, Немања Влаховић |  |
| 13. 2. 2025. 20:45 | Извештај | Поени: Јелавић 14 Скокови: Јелавић 10 Асистенције: Петровић 7 Индекс: Јелавић, Марковић 21 |         | Поповић 16 Веселиновић, Мулабдић 6 Петронијевић 4 Галић 9 | Хала Чаир, Ниш Гледаоци: 500 Судије: Илија Белошевић, Владимир Весковић, Немања Влаховић |  |

## Полуфинале
| 14. 2. 2025. 16:00 | Извештај | Црвена звезда Меридијанбет                                                          | 84 : 63 | ФМП Сокербет                                   | Хала Чаир, Ниш Гледаоци: 3.600 Судије: Илија Белошевић, Иван Стефановић, Стефан Здравковић |  |
| 14. 2. 2025. 16:00 | Извештај | Четвртине: 22 : 16, 19 : 18, 22 : 21, 21 : 8                                        |         |                                                | Хала Чаир, Ниш Гледаоци: 3.600 Судије: Илија Белошевић, Иван Стефановић, Стефан Здравковић |  |
| 14. 2. 2025. 16:00 | Извештај | Поени: Петрушев 22 Скокови: три играча 8 Асистенције: Недовић 7 Индекс: Петрушев 33 |         | Стојановић 13 Лазаревић 9 Барна 7 Лазаревић 14 | Хала Чаир, Ниш Гледаоци: 3.600 Судије: Илија Белошевић, Иван Стефановић, Стефан Здравковић |  |

| 14. 2. 2025. 20:00 | Извештај | Партизан Моцарт бет                                                                      | 83 : 63 | Мега Супербет                                  | Хала Чаир, Ниш Гледаоци: 4.400 Судије: Миливоје Јовчић, Владимир Томић, Немања Нинковић |  |
| 14. 2. 2025. 20:00 | Извештај | Четвртине: 31 : 22, 18 : 11, 15 : 18, 19 : 12                                            |         |                                                | Хала Чаир, Ниш Гледаоци: 4.400 Судије: Миливоје Јовчић, Владимир Томић, Немања Нинковић |  |
| 14. 2. 2025. 20:00 | Извештај | Поени: Вошингтон 17 Скокови: Покушевски 6 Асистенције: три играча 4 Индекс: Копривица 19 |         | Марковић 20 Марковић 11 Петровић 8 Марковић 29 | Хала Чаир, Ниш Гледаоци: 4.400 Судије: Миливоје Јовчић, Владимир Томић, Немања Нинковић |  |

## Финале
| 15. 2. 2025. 20:45 | Извештај | Црвена звезда Меридијанбет                                                                           | 89 : 83 | Партизан Моцарт бет                           | Хала Чаир, Ниш Гледаоци: 5.000 Судије: Стефан Ћалић, Урош Обркнежевић, Владимир Томић |  |
| 15. 2. 2025. 20:45 | Извештај | Четвртине: 16 : 20, 24 : 17, 18 : 20, 19 : 20, 12 : 6                                                |         |                                               | Хала Чаир, Ниш Гледаоци: 5.000 Судије: Стефан Ћалић, Урош Обркнежевић, Владимир Томић |  |
| 15. 2. 2025. 20:45 | Извештај | Поени: Петрушев 18 Скокови: Боломбој, Петрушев 7 Асистенције: Милер Макинтајер 6 Индекс: Петрушев 21 |         | К. Џоунс 34 Т. Џоунс 7 К. Џоунс 5 К. Џоунс 34 | Хала Чаир, Ниш Гледаоци: 5.000 Судије: Стефан Ћалић, Урош Обркнежевић, Владимир Томић |  |

| Стартери:        | Стартери: | Стартери:             | П          | С          | А          |
| ---------------- | --------- | --------------------- | ---------- | ---------- | ---------- |
| ПЛ               | 0         | Коди Милер Макинтајер | 9          | 5          | 6          |
| Ц                | 7         | Дејан Давидовац       | 3          | 3          | 2          |
| К                | 12        | Никола Калинић        | 12         | 5          | 2          |
| КЦ               | 30        | Филип Петрушев        | 18         | 7          | 1          |
| Б                | 36        | Немања Недовић        | 4          | 0          | 2          |
| Резерве:         |           |                       |            |            |            |
| Б                | 3         | Ајзеја Кенан          | 13         | 3          | 1          |
| ПЛ               | 4         | Милош Теодосић        | 11         | 2          | 4          |
| Ц                | 9         | Лука Митровић         | 5          | 2          | 0          |
| К                | 13        | Огњен Добрић          | 3          | 0          | 1          |
| Ц                | 21        | Џоел Боломбој         | 7          | 7          | 0          |
| Б                | 47        | Андреј Костић         | Није играо | Није играо | Није играо |
| ПЛ               | 99        | Јаго дос Сантос       | 4          | 0          | 1          |
| Тренер:          |           |                       |            |            |            |
| Јанис Сферопулос |           |                       |            |            |            |

| Црвена звезда Меридијанбет |  | Партизан Моцарт бет |

| ЦЗВ         | Статистика        | ПАР         |
| ----------- | ----------------- | ----------- |
|             | Статистика        |             |
| 24/46 (52%) | Шут за 2 поена    | 24/37 (65%) |
| 8/24 (33%)  | Шут за 3 поена    | 7/24 (29%)  |
| 17/21 (81%) | Слободна бацања   | 14/17 (82%) |
| 11          | Скокови у нападу  | 4           |
| 23          | Скокови у одбрани | 19          |
| 34          | Укупно скокова    | 23          |
| 20          | Асистенција       | 14          |
| 4           | Украдених лопти   | 8           |
| 12          | Изгубљених лопти  | 10          |
| 2           | Блокада           | 4           |
| 19          | Личних грешака    | 22          |

| Стартери:       | Стартери: | Стартери:           | П          | С          | А          |
| --------------- | --------- | ------------------- | ---------- | ---------- | ---------- |
| ПЛ              | 2         | Карлик Џоунс        | 34         | 3          | 5          |
| Ц               | 5         | Балша Копривица     | 2          | 0          | 0          |
| КЦ              | 11        | Алексеј Покушевски  | 7          | 3          | 2          |
| К               | 12        | Стерлинг Браун      | 11         | 4          | 2          |
| Б               | 19        | Аријан Лакић        | 0          | 0          | 1          |
| Резерве:        |           |                     |            |            |            |
| Б               | 4         | Двејн Вошингтон     | 4          | 1          | 0          |
| К               | 7         | Марио Накић         | Није играо | Није играо | Није играо |
| К               | 8         | Митар Бошњаковић    | Није играо | Није играо | Није играо |
| Б               | 9         | Вања Маринковић     | 13         | 5          | 1          |
| Б               | 21        | Ђорђе Шекуларац     | Није играо | Није играо | Није играо |
| КЦ              | 27        | Алекса Димитријевић | Није играо | Није играо | Није играо |
| Ц               | 88        | Тајрик Џоунс        | 12         | 7          | 3          |
| Тренер:         |           |                     |            |            |            |
| Жељко Обрадовић |           |                     |            |            |            |

| Победник Купа Радивоја Кораћа 2025. |
| ----------------------------------- |
| КК Црвена звезда 11. титула         |